# Gryon nitens
Gryon nitens är en stekelart som först beskrevs av Szabó 1966.  Gryon nitens ingår i släktet Gryon och familjen Scelionidae. Inga underarter finns listade i Catalogue of Life.